# Cantonul Auterive
Cantonul Auterive este un canton din arondismentul Muret, departamentul Haute-Garonne, regiunea Midi-Pyrénées, Franța.

## Comune
- Auribail
- Auterive (reședință)
- Beaumont-sur-Lèze
- Grépiac
- Labruyère-Dorsa
- Lagrâce-Dieu
- Mauressac
- Miremont
- Puydaniel
- Venerque
- Vernet